# سرخیو الوارز (بازیکن فوتبال، زاده ۱۹۸۶)
سرخیو الوارز (انگلیسی: Sergio Álvarez؛ زادهٔ ۳ اوت ۱۹۸۶) بازیکن فوتبال اهل اسپانیا است.
از باشگاه‌هایی که در آن بازی کرده‌است می‌توان به باشگاه فوتبال سلتاویگو اشاره کرد.